# Buena Vista, San Cristóbal Amoltepec
Buena Vista är en ort i Mexiko.   Den ligger i kommunen San Cristóbal Amoltepec och delstaten Oaxaca, i den sydöstra delen av landet, 290 km sydost om huvudstaden Mexico City. Buena Vista ligger 2 259 meter över havet och antalet invånare är 105.
Terrängen runt Buena Vista är kuperad. Runt Buena Vista är det ganska tätbefolkat, med 56 invånare per kvadratkilometer. Närmaste större samhälle är Heroica Ciudad de Tlaxiaco, 11,9 km väster om Buena Vista. Trakten runt Buena Vista består i huvudsak av gräsmarker.